# Leichtathletik-Weltmeisterschaften 1995/10.000 m der Frauen

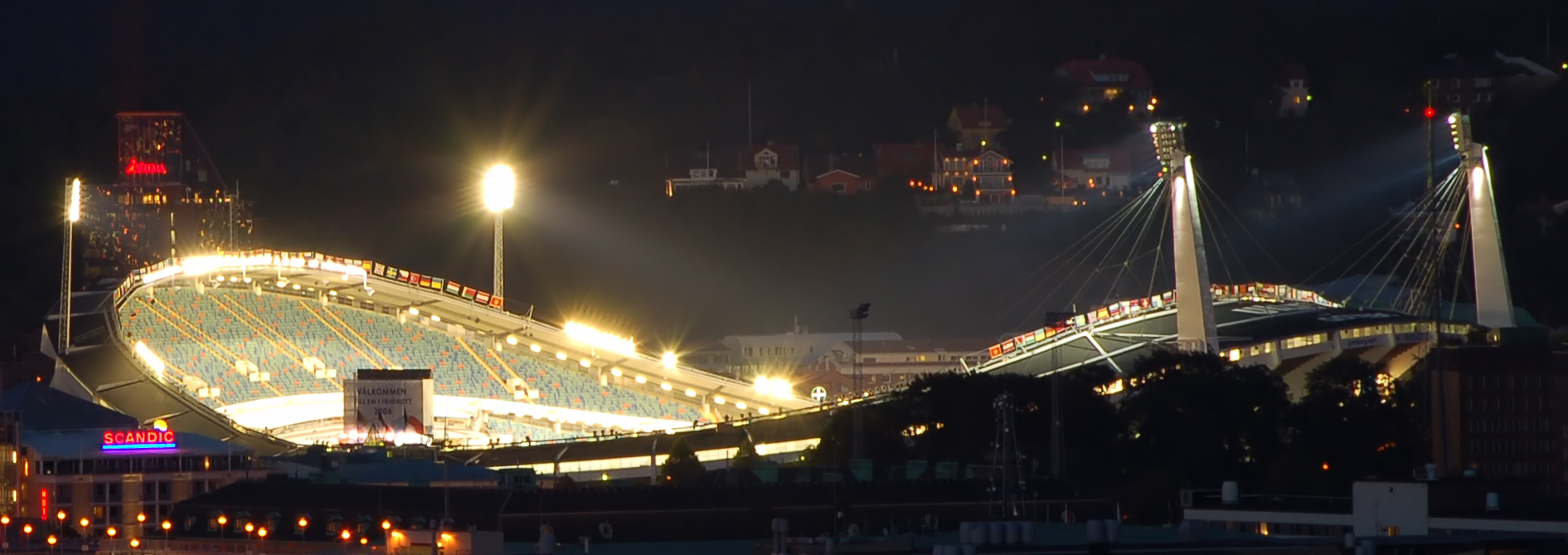
Das Göteborger Ullevi-Stadion im Jahr 2006

Der 10.000-Meter-Lauf der Frauen bei den Leichtathletik-Weltmeisterschaften 1995 wurde am 6. und 9. August 1995 im Göteborger Ullevi-Stadion ausgetragen.
Weltmeisterin wurde die portugiesische Europameisterin von 1994 Fernanda Ribeiro, die drei Tage später im Rennen über 5000 Meter mit Silber eine weitere Medaille errang. Rang zwei belegte die Olympiasiegerin von 1992 Derartu Tulu aus Äthiopien. Bronze ging an die Kenianerin Tegla Loroupe.

## Bestehende Rekorde
| Weltrekord | 29:31,78 min | Wang Junxia | Peking, Volksrepublik China       | 8. September 1993 |
| WM-Rekord  | 30:49,30 min | Wang Junxia | WM 1993 in Stuttgart, Deutschland | 21. August 1993   |

Der bestehende WM-Rekord wurde bei diesen Weltmeisterschaften nicht eingestellt und nicht verbessert.

## Vorrunde
Auch in diesem Jahr war die Teilnehmerzahl mit 33 Athletinnen so hoch, dass die Durchführung von Vorläufen notwendig wurde. Es gab zwei Läufe, in denen sich die ersten acht Athletinnen pro Rennen – hellblau unterlegt – sowie die darüber hinaus vier zeitschnellsten Läuferinnen – hellgrün unterlegt – für das Finale qualifizierten.

### Vorlauf 1
6. August 1995, 10:55 Uhr (Ortszeit)
| Platz | Name               | Nation              | Zeit (min) |
| ----- | ------------------ | ------------------- | ---------- |
| 1     | Derartu Tulu       | Äthiopien           | 32:16,71   |
| 2     | Yvonne Murray      | Großbritannien      | 32:16,76   |
| 3     | Gete Wami          | Äthiopien           | 32:17,41   |
| 4     | Tegla Loroupe      | Kenia               | 32:17,92   |
| 5     | Elana Meyer        | Südafrika           | 32:17,97   |
| 6     | Junko Kataoka      | Japan               | 32:18,62   |
| 7     | Anne Marie Lauck   | USA                 | 32:19,57   |
| 8     | Lieve Slegers      | Belgien             | 32:21,29   |
| 9     | Jill Hunter        | Großbritannien      | 32:22,93   |
| 10    | Conceição Ferreira | Portugal            | 32:34,62   |
| 11    | Kathrin Weßel      | Deutschland         | 32:46,51   |
| 12    | Dong Zhaoxia       | Volksrepublik China | 33:18,58   |
| 13    | Laurie Henes       | USA                 | 33:22,92   |
| 14    | Martha Tenorio     | Ecuador             | 34:23,76   |
| 15    | Nora Leticia Rocha | Mexiko              | 34:23,78   |
| 16    | Carol Galea        | Malta               | 35:30,84   |
| DNF   | Klara Kaschapowa   | Russland            |            |

### Vorlauf 2

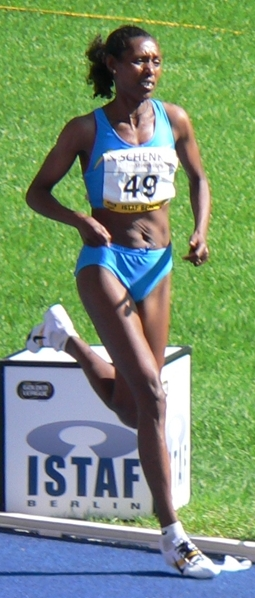
Die Afrikameisterin von 1993 Berhane Adere schied als Elfte ihres Vorlaufs aus

6. August 1995, 11:40 Uhr (Ortszeit)
| Platz | Name                | Nation                       | Zeit (min) |
| ----- | ------------------- | ---------------------------- | ---------- |
| 1     | Fernanda Ribeiro    | Portugal                     | 32:33,87   |
| 2     | Liz McColgan        | Großbritannien               | 32:33,89   |
| 3     | Lynn Jennings       | USA                          | 32:33,89   |
| 4     | Maria Guida         | Italien                      | 32:34,28   |
| 5     | Albertina Dias      | Portugal                     | 32:34,44   |
| 6     | Annemari Sandell    | Finnland                     | 32:35,05   |
| 7     | Hiromi Suzuki       | Japan                        | 32:39,92   |
| 8     | Marleen Renders     | Belgien                      | 32:45,50   |
| 9     | Alla Schiljajewa    | Russland                     | 32:51,55   |
| 10    | Yasuko Kimura       | Japan                        | 32:54,82   |
| 11    | Berhane Adere       | Äthiopien                    | 33:14,76   |
| 12    | Carmen Fuentes      | Spanien                      | 33:16,86   |
| 13    | Serap Aktas         | Türkei                       | 33:19,25   |
| 14    | Carol Montgomery    | Kanada                       | 34:22,16   |
| 15    | Martha Ernstsdóttir | Island                       | 34:29,55   |
| 16    | Virginie Gloum      | Zentralafrikanische Republik | 40:07,49   |
| DNS   | Catherina McKiernan | Irland                       |            |

## Finale
9. August 1995, 19:10 Uhr (Ortszeit)
| Platz | Name               | Nation         | Zeit (min) |
| ----- | ------------------ | -------------- | ---------- |
|       | Fernanda Ribeiro   | Portugal       | 31:04,99   |
|       | Derartu Tulu       | Äthiopien      | 31:08,10   |
|       | Tegla Loroupe      | Kenia          | 31:17,66   |
| 04    | Maria Guida        | Italien        | 31:27,82   |
| 05    | Elana Meyer        | Südafrika      | 31:31,96   |
| 06    | Liz McColgan       | Großbritannien | 31:40,14   |
| 07    | Alla Schiljajewa   | Russland       | 31:52,15   |
| 08    | Hiromi Suzuki      | Japan          | 31:54,01   |
| 09    | Annemari Sandell   | Finnland       | 31:54,29   |
| 10    | Kathrin Weßel      | Deutschland    | 31:55,04   |
| 11    | Lieve Slegers      | Belgien        | 32:10,59   |
| 12    | Lynn Jennings      | USA            | 32:12,82   |
| 13    | Conceição Ferreira | Portugal       | 32:14,69   |
| 14    | Anne Marie Lauck   | USA            | 32:22,54   |
| 15    | Jill Hunter        | Großbritannien | 32:24,93   |
| 16    | Junko Kataoka      | Japan          | 32:45,43   |
| 17    | Marleen Renders    | Belgien        | 32:47,46   |
| 18    | Gete Wami          | Äthiopien      | 32:56,94   |
| DNF   | Albertina Dias     | Portugal       |            |
| DNF   | Yvonne Murray      | Großbritannien |            |

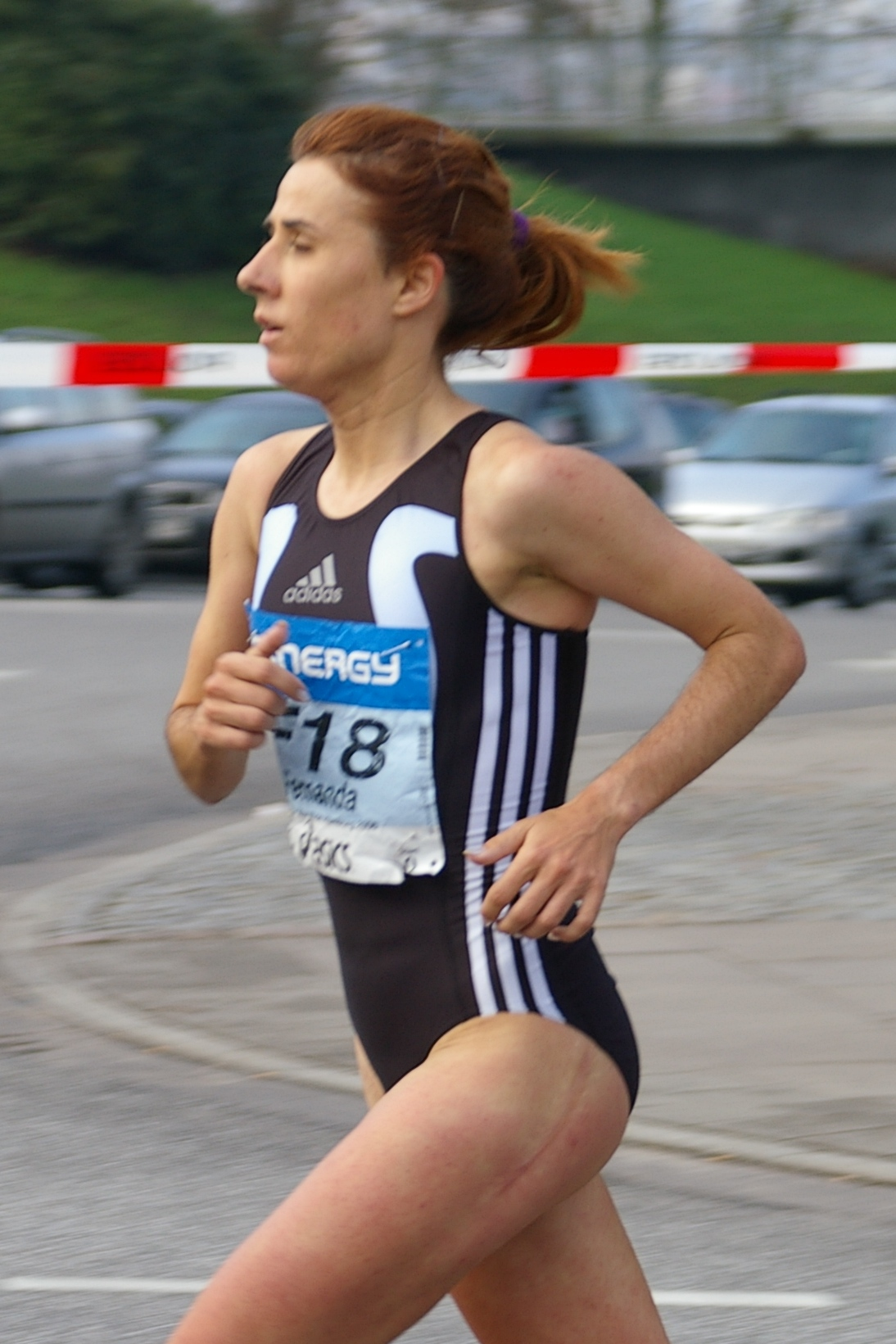
Weltmeisterin wurde die Europameisterin von 1994 Fernanda Ribeiro – drei Tage darauf auch Silbermedaillengewinnerin über 5000 Meter

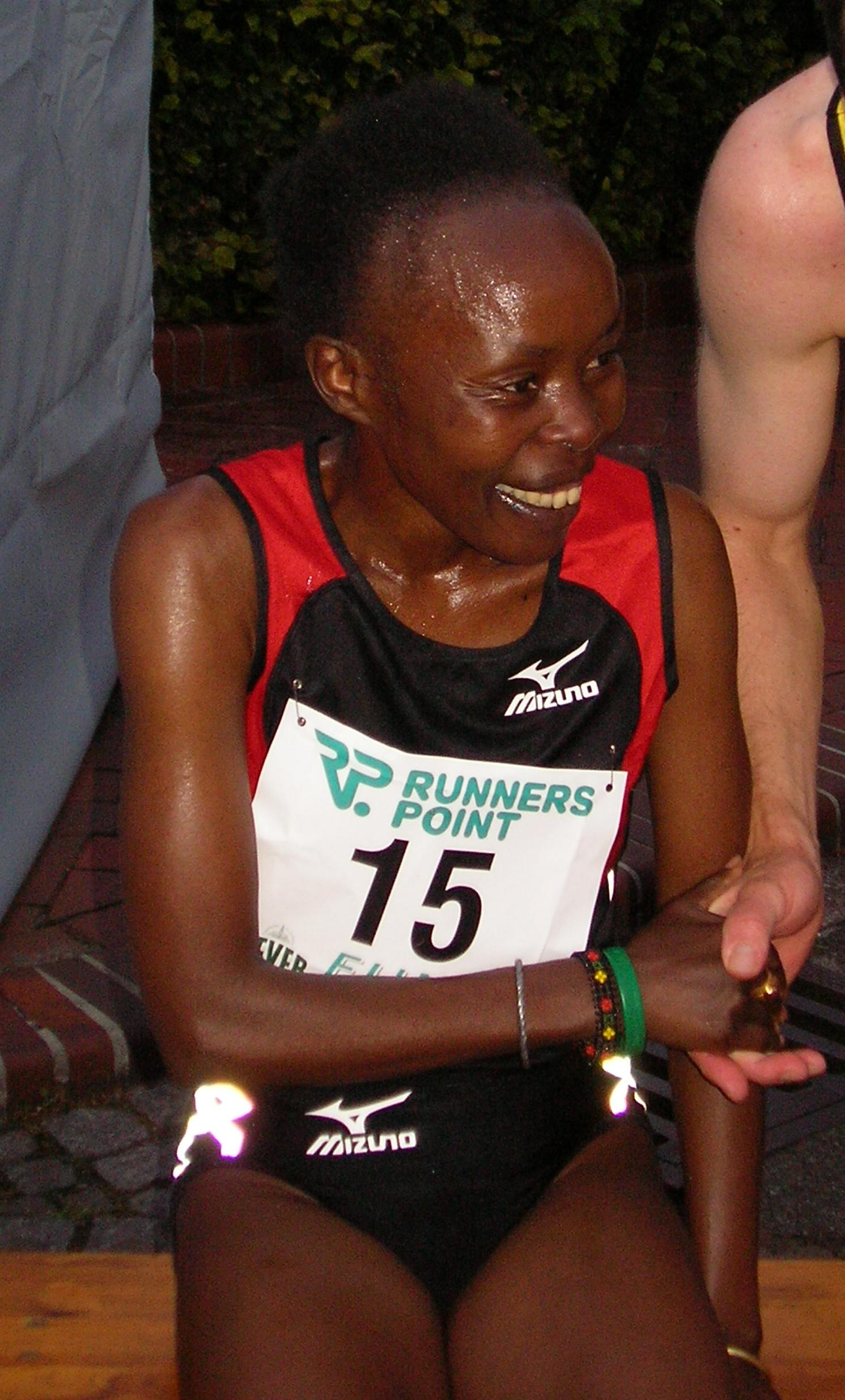
Die Bronzemedaillengewinnerin Tegla Loroupe war in den kommenden Jahren vor allem als Marathonläuferin sehr erfolgreich
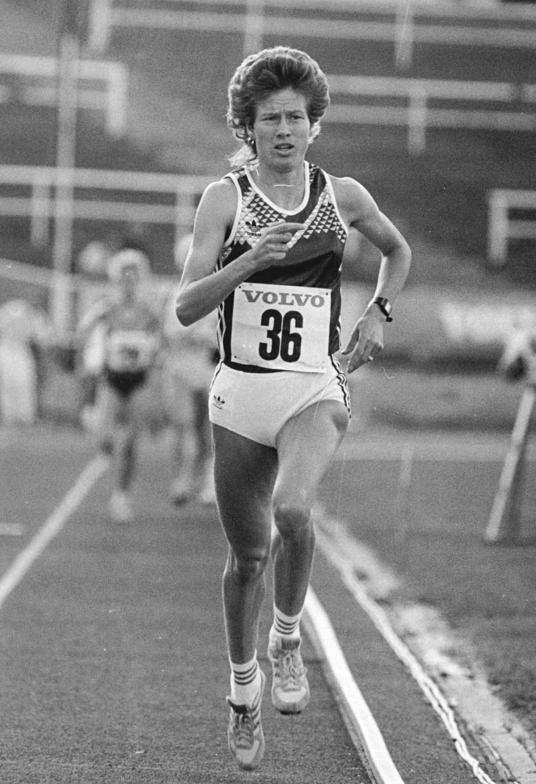
Kathrin Weßel, unter ihrem früheren Namen Kathrin Ullrich 1994 Vizeeuropameisterin, belegte Platz zehn
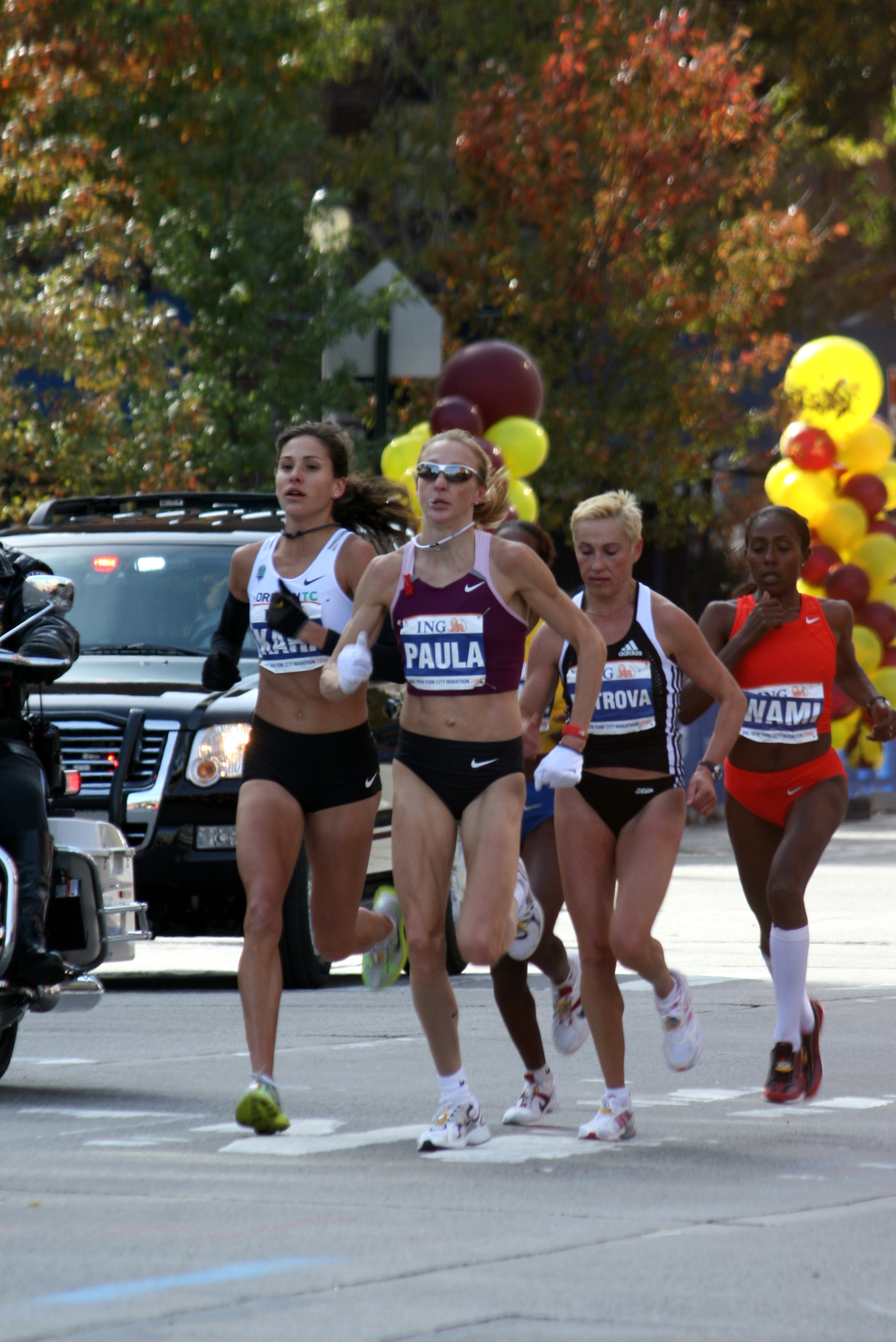
Gete Wami (rotes Trikot), spätere Weltmeisterin, wurde Achtzehnte

## Video
- Women's 10,000m Final - 1995 IAAF World Athletics Championships auf youtube.com, abgerufen am 8. Juni 2020